# Крупник (Болгарія)
Кру́пник (болг. Крупник) — село в Благоєвградській області Болгарії. Входить до складу громади Симитлі.

## Населення
За даними перепису населення 2011 року у селі проживали 2078 осіб.
Національний склад населення села:
| Національність   | Кількість осіб | Відсоток |
| ---------------- | -------------- | -------- |
| болгари          | 1493           | 96,6 %   |
| цигани           | 39             | 2,5 %    |
| турки            | 0              | 0 %      |
| інша             | 9              | 0,6 %    |
| не визначились   | 4              | 0,3 %    |
| Всього відповіли | 1545           |          |

Розподіл населення за віком у 2011 році:
Динаміка населення: